# مقبرة انفالد
```
مقبرة انفالد
 ( 
(
بالألمانية
: 
Invalidenfriedhof
)
 هي واحدة من أقدم 
المقابر
 في 
برلين
.
[
1
]
[
2
]
[
3
]
 كان مكان التأبين التقليدي 
للجيش البروسي
، ويعتبر ذا أهمية خاصة كتذكار لحروب التحرير الألمانية 1813-1815.
```

## التاريخ

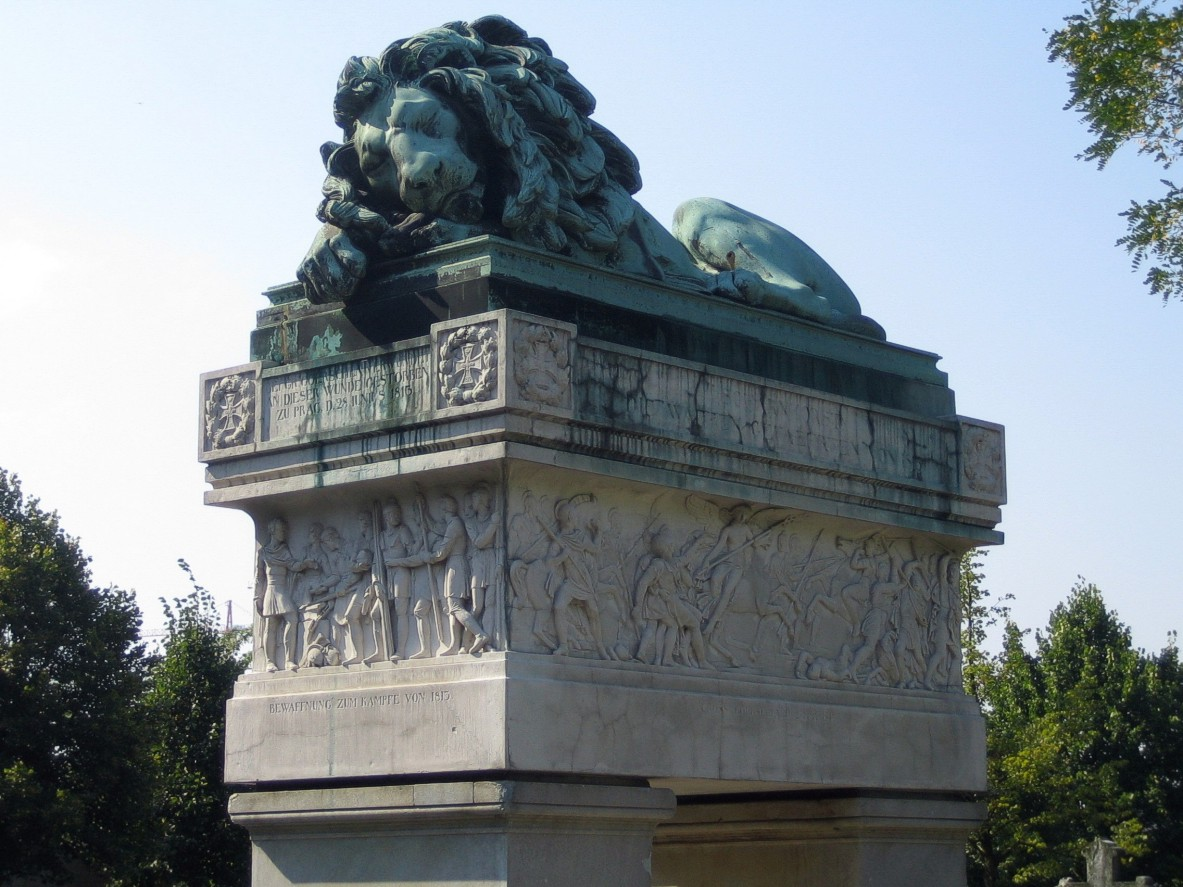
قبر الجنرال فون شارنهورست

تم إنشاء المقبرة في عام 1748 لتوفير أسباب الدفن لأولئك المحاربين القدامى الذين جُرحوا في حرب الخلافة النمساوية، الذين سكنوا في نزل قريب ( Invalidenhaus ) تم بناؤه بناءً على أوامر الملك فريدريك الكبير. أعلن مرسوم ملكي عام 1824 أن Invalidenfriedhof يجب أن يصبح مدفنًا لجميع الأفراد العسكريين البروسيين البارزين، بمن فيهم Bogislav Count Tauentzien von Wittenberg. أحد المقابر الأكثر شهرة في هذه الفترة هو جيرهارد فون شارنهورست (بطل حرب نابليون )، الذي صممه شينكل مع تمثال لأسد سباتر تم إخراجه من مدفع أسره راوخ. كانت المقبرة أيضًا هي مكان تأبين الجنود الذين قتلوا خلال ثورات عام 1848 في الولايات الألمانية. بحلول عام 1872، كان ما يقرب من 18000 جنازة قد وقعت في المقبرة.

## مدفونين بارزين
بالترتيب الزمني
- 1757 - هانز كارل فون وينترفيلد
- 1813 - جيرهارد يوهان ديفيد فون شارنهورست
- 1824 - بوغسلاف فريدريش إيمانويل جراف تاوينتزين فون فيتنبرغ
- 1837 - أيوب فون ويتزلبن
- 1841 - غوستاف فون راوخ
- 1843 (1814) - كارل فريدريش فريسين
- 1848 - كارل فريدريش فون ديم كنسبيك
- 1848 - هيرمان فون بوين
- 1850 - فريدريش فيلهلم فون راوخ
- 1856 - أغسطس هيلر فون غايترينغن
- 1878 - تيريز السسلر (لاحقًا تيريز فون بارنيم)
- 1881 - يوليوس فون جروس (جنرانت شوارزوف)
- 1892 - فيدور فون راوخ
- 1899 - فريدريش فيلهلم فون راوخ
- 1890 - غوستاف فالديمار فون راوخ
- 1900 - الفريد بونافينتورا فون راوخ
- 1901 - البرت فون راوخ
- 1909 - فريدريش فون هولشتاين
- 1910 - يوليوس فون فيردي دو فيرنو
- 1913 - الفريد فون شليفن
- 1914 - كارل فون شونبرج
- 1916 - هيلموث يوهانس لودفيج فون مولتك
- 1917 - موريتز فون بيسينج
- 1917 - Maximilian von Prittwitz und Gaffron
- 1918 - هانز يواكيم بوديكي
- 1918 - هيرمان فون إيتشهورن
- 1918 - أوليفييه فريهر فون بوليو ماركوني
- 1919 - روبرت فون كلوبر
- 1920 - رودولف بيرثولد
- 1921 - هانز هارتفيج فون بيسيلر
- 1921 - كارل فون بولو
- 1923 - إرنست ترويلتش
- 1925-1975 (1918) - مانفريد ألبريشت فريهر فون ريشتهوفن
- 1926 - وولف فيلهلم فريدريش فون بوديسين
- 1926 - خوسياس فون هيرينجن
- 1927 - ماكس هوفمان
- 1928 - أولريش نيكيل
- 1933 - هانز ميكوفسكي
- 1933 - فيرنر فون فرانكنبرج أوند بروشليتز
- 1933 - لودفيج فون شرودر
- 1935 - فريدريش فون راوخ
- 1936 - لودفيج فون فالكنهاوزن
- 1936 - هانز فون سيكت
- 1937 - أدولف كارل فون أوفن
- 1938 - روشوس شميت
- 1939 - أوسكار فون واتر
- 1939 - فيرنر فون فريتش
- 1940 - وولف فون ستوترهايم
- 1941 - لوثار فون أرنولد دي لا بيريير
- 1941 - فريدريش كارل كرانز
- 1941 - إرنست أوديت
- 1941 - فيرنر مولدرز
- 1942 - والتر فون ريتشيناو
- 1942 - هربرت جيتنر
- 1942 - فريتز تود
- 1942 - هيرمان فون دير ليث تومسن
- 1942 - راينهارد هايدريش
- 1942 - كارل أوغست فون غابلينز
- 1943 - كيرت هاسي
- 1944 - هانز فالنتين هوب
- 1944 - رودولف شموندت
- 1945 - والتر مارينفيلد